# Градіска-д'Ізонцо
Градіска-д'Ізонцо, Ґрадіска-д'Ізонцо (італ. Gradisca d'Isonzo) — муніципалітет в Італії, у регіоні Фріулі-Венеція-Джулія,  провінція Гориція.
Градіска-д'Ізонцо розташована на відстані близько 460 км на північ від Рима, 37 км на північний захід від Трієста, 11 км на південний захід від Гориції.
Населення — 6537 осіб (2014).
Щорічний фестиваль відбувається 29 червня. Покровитель — святий Петро.

## Демографія
Населення за роками:

Станом на 1 січня 2023 року в муніципалітеті офіційно проживало 369 іноземців з 49 країн, серед них 99 громадян країн Євросоюзу та 18 громадян України.

## Уродженці
- Джино Колауссі (*1914 — †1991) — відомий у минулому італійський футболіст, фланговий півзахисник, згодом — футбольний тренер.

## Сусідні муніципалітети
- Фарра-д'Ізонцо
- Фольяно-Редіпулья
- Маріано-дель-Фрьюлі
- Мораро
- Романс-д'Ізонцо
- Саградо
- Віллессе